# Associazione Sportiva Frosinone 1981-1982
Questa voce raccoglie le informazioni riguardanti l'Associazione Sportiva Frosinone nelle competizioni ufficiali della stagione 1981-1982.

## Rosa
| N. |                   | Ruolo | Calciatore         |
| -- | ----------------- | ----- | ------------------ |
|    | Italia (bandiera) |       | Antonucci          |
|    | Italia (bandiera) | P     | Arduini            |
|    | Italia (bandiera) | D     | Eugenio Atzori     |
|    | Italia (bandiera) | A     | Davide Cacciatori  |
|    | Italia (bandiera) |       | Cappella           |
|    | Italia (bandiera) | P     | Marco Cari         |
|    | Italia (bandiera) |       | Casalese           |
|    | Italia (bandiera) |       | Ceccarelli         |
|    | Italia (bandiera) | D     | Fabio Ciavattini   |
|    | Italia (bandiera) | C     | Giorgio Davato     |
|    | Italia (bandiera) |       | Di Gennaro         |
|    | Italia (bandiera) | C     | Domenico Di Palma  |
|    | Italia (bandiera) | C     | Giuliano Farinelli |
|    | Italia (bandiera) | C     | Giovanni Fasciano  |
|    | Italia (bandiera) | C     | Alberto Ferrari    |
|    | Italia (bandiera) |       | Flandina           |

| N. |                   | Ruolo | Calciatore         |
| -- | ----------------- | ----- | ------------------ |
|    | Italia (bandiera) | A     | Luca Gabriellini   |
|    | Italia (bandiera) |       | Gangeri            |
|    | Italia (bandiera) |       | Grandi             |
|    | Italia (bandiera) | D     | Claudio Gorghetto  |
|    | Italia (bandiera) | C     | Maurizio Marchetti |
|    | Italia (bandiera) | A     | Bruno Mariotti     |
|    | Italia (bandiera) | D     | Ivano Martini      |
|    | Italia (bandiera) |       | Morelli            |
|    | Italia (bandiera) |       | Nicotera           |
|    | Italia (bandiera) |       | Pasquini           |
|    | Italia (bandiera) | C     | Raniero Pellegrini |
|    | Italia (bandiera) |       | Platti             |
|    | Italia (bandiera) | D     | Mauro Ronconi      |
|    | Italia (bandiera) | A     | Paolo Santarelli   |
|    | Italia (bandiera) | D     | Roberto Sesena     |
|    | Italia (bandiera) | D     | Lino Virgili       |

## Risultati

### Campionato

#### Girone di andata
| 20 settembre 1981 1ª giornata | Rondinella | 2 – 0 | Frosinone |  |

| 27 settembre 1981 2ª giornata | Frosinone | 2 – 0 | Casoria |  |

| 4 ottobre 1981 3ª giornata | Palmese | 1 – 0 | Frosinone |  |

| 11 ottobre 1981 4ª giornata | Frosinone | 2 – 0 | Prato |  |

| 18 ottobre 1981 5ª giornata | Montecatini | 0 – 1 | Frosinone |  |

| 25 ottobre 1981 6ª giornata | Frosinone | 3 – 0 | Banco di Roma |  |

| 1º novembre 1981 7ª giornata | Sangiovannese | 1 – 1 | Frosinone |  |

| 8 novembre 1981 8ª giornata | Frosinone | 0 – 0 | Grosseto |  |

| 15 novembre 1981 9ª giornata | ALMAS | 0 – 2 | Frosinone |  |

| 22 novembre 1981 10ª giornata | Frosinone | 1 – 1 | Sant'Elena |  |

| 29 novembre 1981 11ª giornata | Civitavecchia | 0 – 0 | Frosinone |  |

| 6 dicembre 1981 12ª giornata | Frosinone | 0 – 0 | Siena |  |

| 13 dicembre 1981 13ª giornata | Frattese | 0 – 1 | Frosinone |  |

| 20 dicembre 1981 14ª giornata | Frosinone | 1 – 1 | Montevarchi |  |

| 3 gennaio 1982 15ª giornata | Cerretese | 2 – 2 | Frosinone |  |

| 10 gennaio 1982 16ª giornata | Frosinone | 2 – 0 | Torres |  |

| 17 gennaio 1982 17ª giornata | Lucchese | 2 – 1 | Frosinone |  |

#### Girone di ritorno
| 24 gennaio 1982 18ª giornata | Frosinone | 2 – 0 | Rondinella |  |

| 31 gennaio 1982 19ª giornata | Casoria | 2 – 1 | Frosinone |  |

| 7 febbraio 1982 20ª giornata | Frosinone | 4 – 0 | Palmese |  |

| 14 febbraio 1982 21ª giornata | Prato | 3 – 1 | Frosinone |  |

| 21 febbraio 1982 22ª giornata | Frosinone | 1 – 0 | Montecatini |  |

| 28 febbraio 1982 23ª giornata | Banco di Roma | 1 – 2 | Frosinone |  |

| 7 marzo 1982 24ª giornata | Frosinone | 1 – 0 | Sangiovannese |  |

| 21 marzo 1982 25ª giornata | Grosseto | 1 – 1 | Frosinone |  |

| 28 marzo 1982 26ª giornata | Frosinone | 1 – 1 | ALMAS |  |

| 4 aprile 1982 27ª giornata | Sant'Elena | 2 – 1 | Frosinone |  |

| 18 aprile 1982 28ª giornata | Frosinone | 2 – 1 | Civitavecchia |  |

| 25 aprile 1982 29ª giornata | Siena | 0 – 0 | Frosinone |  |

| 2 maggio 1982 30ª giornata | Frosinone | 0 – 0 | Frattese |  |

| 9 maggio 1982 31ª giornata | Montevarchi | 1 – 0 | Frosinone |  |

| 16 maggio 1982 32ª giornata | Frosinone | 0 – 0 | Cerretese |  |

| 23 maggio 1982 33ª giornata | Torres | 3 – 0 | Frosinone |  |

| 30 maggio 1982 34ª giornata | Frosinone | 1 – 4 | Lucchese |  |